# Yutyrannus
Yutyrannus huali – rodzaj teropoda z grupy tyranozauroidów (Tyrannosauroidea). Żył we wczesnej kredzie na terenach dzisiejszej Azji.

## Budowa i systematyka
Yutyrannus osiągał bardzo duże rozmiary – największy ze znanych osobników, prawdopodobnie dorosły w chwili śmierci, mierzył około 9 m długości i ważył około 1414 kg, na co wskazuje mierząca 85 cm długości kość udowa. Jego czaszka mierzy ponad 90 cm długości. Dwa mniejsze osobniki ważyły przypuszczalnie 596 i 493 kg.
Czaszka Yutyrannus charakteryzowała się silnie pneumatycznym grzebieniem tworzonym przez kości przedszczękowe i nosowe, podobnym do tego występującego m.in. u tyranozauroida guanlonga i karcharodontozaura Concavenator. Wykazywała ona pewne cechy typowe dla bazalnych tyranozauroidów, lecz również cechy występujące u bardziej zaawansowanych taksonów – była ona np. duża i głęboka, jak u Tyrannosauridae. Kręgi były spneumatyzowane w mniejszym stopniu niż u tyranozaurydów. Obręcz barkowa także była prymitywnie zbudowana, występowała trójpalczasta dłoń. Kość miedniczna wykazywała cechy zaawansowane, natomiast kończyny tylne były typowe dla bazalnych tyranozauroidów, ze stosunkowo krótkimi ich dystalnymi częściami.
Według analizy filogenetycznej przeprowadzonej przez Xu i współpracowników Yutyrannus jest bazalnym tyranozauroidem, siostrzanym dla kladu obejmującego rodzaje Eotyrannus, Xiongguanlong, Dryptosaurus i rodzinę Tyrannosauridae.

### Pióra
Na szczątkach wszystkich trzech osobników odkryto odciski upierzenia. U każdego z okazów zachowały się pióra pokrywające inną część ciała, co sugeruje, że za życia całe zwierzę było opierzone (choć autorzy nie wykluczyli, że pióra pokrywały tylko dany obszar ciała). Protopióra są zbyt gęsto upakowane, by można było dokładnie poznać ich budowę, choć u wszystkich osobników mają ponad 15 cm długości. Mierząc ponad 9 m długości i ważąc niemal 1,5 t, Yutyrannus jest największym znanym dinozaurem pierzastym, ponad 40 razy większym niż dotychczasowy rekordzista – beipiaozaur.

## Paleobiologia i paleoekologia
Budowa trzech osobników wskazuje, że Yutyrannus cechował się odmiennym schematem wzrostu, niż dobrze poznane pod tym względem tyranozaury. Łopatka i kość biodrowa wykazują negatywną allometrię (u tyranozaurów występuje pozytywna allometria i niemal izometria), a kość promieniowa, śródręcze i dystalne elementy kończyn cechują się negatywną allometrią w trakcie rozwoju u obu tych taksonów, choć znacznie silniej u Yutyrannus.
Funkcja protopiór Yutyrannus jest nieznana – mogły one służyć jako struktury pokazowe, jak prawdopodobnie u innych dinozaurów, lub być wykorzystywane w termoizolacji. Yutyrannus żył w czasach chłodniejszych niż większa część okresu kredowego – na zachodzie dzisiejszej prowincji Liaoning średnia roczna temperatura wynosiła wówczas około 10 °C, natomiast w późnej kredzie – około 18 °C.

## Historia odkryć
Wszystkie znane obecnie skamieniałości Yutyrannus – znajdujące się w Zhucheng Dinosaur Museum i Erlianhaote Dinosaur Museum – zostały odkryte przez handlarza skamieniałości w osadach formacji Yixian na terenie prowincji Liaoning, choć dokładna lokalizacja nie jest znana. Rodzaj Yutyrannus i gatunek Y. huali zostały opisane w 2012 roku przez Xu Xinga i współpracowników. Nazwa Yutyrannus pochodzi od mandaryńskiego słowa yu („pióra”) oraz łacińskiego tyrannus („tyran”), a epitet gatunkowy huali w języku mandaryńskim oznacza „piękny”, co odnosi się do urody upierzenia tego teropoda.